# Kujō Tanemichi
Kujō Tanemichi (九条 稙通 1506 – 1594?) fue un kuge (cortesano) que actuó de regente durante la era Muromachi. Fue hijo adoptivo del regente Kujō Hisatsune.
Ocupó la posición de kanpaku del Emperador Go-Nara entre 1533 y 1534.
Kujō Kanetaka fue su hijo adoptivo.